# 다이유촌
다이유촌(大雄村) 아키타현 히라카군에 존재했던 촌이다. 2005년 10월 1일, 시정촌 합병에 의해 요코테시가 되었다.